# فران بيلتران
فران بيلتران (بالإسبانية: Fran Beltrán)‏ (مواليد 3 فبراير 1999) هو لاعب كرة قدم إسباني يلعب في مركز الوسط في نادي سيلتا فيغو.

## روابط خارجية
- فران بيلتران على موقع الاتحاد الأوربي (الإنجليزية)
- فران بيلتران على موقع إي إس بي إن إف سي (الإنجليزية)
- فران بيلتران على موقع قاعدة بيانات كرة القدم.إي يو (الإنجليزية)
- فران بيلتران على موقع ناشيونال فوتبول تيمز (الإنجليزية)
- فران بيلتران على موقع Soccerway.com (الإنجليزية)
- فران بيلتران على موقع عالم كرة القدم.نت (الإنجليزية)